# Butoves
Butoves (en allemand : Puttowes ou Butowes) est une commune du district de Jičín, dans la région de Hradec Králové, en République tchèque. Sa population s'élevait à 275 habitants en 2022.

## Géographie
Butoves se trouve à 8 km au sud-est de Jičín, à 35 km au nord-ouest de Hradec Králové et à 79 km au nord-est de Prague.
La commune est limitée par Tuř au nord, par Kovač à l'est, par Třtěnice au sud-est, par Vrbice au sud et par Slatiny à l'ouest.
| - OpenStreetMap Limite communale |

## Histoire
La première mention écrite de la localité date de 1329.

## Transports
Par la route, Butoves se trouve à 9,5 km de Jičín, à 41 km de Hradec Králové et à 102 km de Prague. 